# Benissimo, Jeeves!
Benissimo, Jeeves! (Very Good, Jeeves!) è una raccolta di racconti del 1930 dello scrittore inglese P. G. Wodehouse.

## Storia editoriale
La raccolta fu pubblicata per la prima volta nel 1930 in due diverse edizioni: negli Stati Uniti (USA) il 20 giugno 1930 dalla casa editrice Doubleday, Doran di New York, e nel Regno Unito (UK) il 4 luglio 1930 dalla Herbert Jenkins di Londra, con una dedica allo scrittore E. Phillips Oppenheim e una "Prefazione", numerata con numeri romani, nella quale fra l'altro Wodehouse giustifica la scelta di dedicare più opere a un solo personaggio («scrivere le storie di Jeeves mi dà un gran piacere e mi tiene fuori dai bar»). Gli undici racconti erano tutti apparsi in precedenza su varie riviste statunitensi o britanniche (Liberty o Cosmopolitan negli Stati Uniti, The Strand Magazine nel Regno Unito) tra il 1926 e il 1930. Esistono piccole differenze, soprattutto di ordine tipografico (punteggiatura, sillabazione, maiuscole, ecc.), fra i testi pubblicati nelle riviste americane e inglesi; la raccolta americana ristampa le versioni delle riviste americane, la raccolta inglese raccoglie i testi pubblicati su The Strand Magazine, ma con piccole varianti che sembrano essere state introdotte dall'editore Jenkins.
Nell'arco di ottantadue anni sono state fatte tre traduzioni in lingua italiana pubblicate da quattro editori. La prima traduzione fu fatta da Alberto Tedeschi e fu pubblicata nel 1930 dall'editore Monanni e nel 1933 dalla Bietti; nelle prime edizioni in lingua italiana mancava la "Prefazione" dell'edizione britannica e la raccolta veniva definita "romanzo". Una nuova versione venne fatta nel 1990 da Angela Zuffada Locuratolo per la Mursia. Nel 2012 l'editore Polillo ha pubblicato una nuova traduzione, opera di  Tracy Lord, intitolata "Molto bene, Jeeves"; quattro racconti di quest'ultima raccolta sono stati inseriti nell'antologia,  intitolata "La vita è strana, Jeeves", edita nel 2023 sempre dalla Polillo.

## Racconti
La raccolta è costituita da undici racconti pubblicati fra l'aprile 1926 e l'aprile 1930 nel Regno Unito sul The Strand Magazine e negli Stati Uniti su Liberty o su Cosmopolitan ordinati cronologicamente. Ciascun racconto è apparso sia nella rivista inglese sia in una delle due riviste statunitensi, generalmente con lo stesso titolo. In ogni racconto sono sempre presenti Bertie Wooster, l'io narrante, e il suo valletto Jeeves; gli altri personaggi (le zie Agatha e Dahlia, Bingo Little, Tuppy Glossop e Angela Travers, Bobbie Wickham, Roderick Glossop, ecc.) sono presenti anche negli altri racconti  della serie "Jeeves" . 
Si elencano qui gli undici racconti. Il titolo italiano è quello tradotto da Angela Zuffada Locuratolo, seguito fra parentesi tonde dal titolo originale della prima edizione britannica della raccolta; seguono le riviste britanniche (UK) e statunitense (USA) nelle quali il racconto è stato pubblicato in precedenza.
- Prefazione (Preface)
- Jeeves e il pericolo imminente (Jeeves and the Impending Doom)
  - UK: The Strand Magazine, dicembre 1926
  - USA: Liberty, 8 gennaio 1927
- Il complesso d'inferiorità di Sippy (The Inferiority Complex of Old Sippy) 
  - UK: The Strand Magazine, aprile 1926
  - USA: Liberty, 17 aprile 1926
- Jeeves e lo spirito natalizio (Jeeves and the Yule-tide Spirit)
  - UK: The Strand Magazine, dicembre 1927
  - USA: Liberty, 24 dicembre 1927
- Jeeves e il Cantico dei Cantici (Jeeves and the Song of Songs)
  - UK: The Strand Magazine, settembre 1929
  - USA: Cosmopolitan, settembre 1929 (titolo: The Song of Songs)
- Il caso del cane McIntosh (edizione UK: Episode of the Dog McIntosh; edizione USA: Jeeves and the Dog McIntosh) 
  - UK: The Strand Magazine, ottobre 1929 (titolo: Jeeves and the Dog McIntosh)
  - USA: Cosmopolitan, ottobre 1929 (titolo: The Borrowed Dog)
- Un tocco d'arte (edizione UK: The Spot of Art; edizione USA: Jeeves and the Spot of Art) 
  - UK: The Strand Magazine, dicembre 1929 (titolo: Jeeves and the Spot of Art)
  - USA: Cosmopolitan, dicembre 1929 (titolo: Jeeves and the Spot of Art)
- Jeeves e Clementina (Jeeves and the Kid Clementina)
  - UK: The Strand Magazine, gennaio 1930
  - USA: Cosmopolitan, gennaio 1930
- L'amore che purifica (edizione UK: The Love That Purifies; edizione USA: Jeeves and the Love That Purifies) 
  - UK: The Strand Magazine, novembre 1929
  - USA: Cosmopolitan, novembre 1929
- Jeeves e la vecchia compagna di scuola (Jeeves and the Old School Chum)
  - UK: The Strand Magazine, febbraio 1930
  - USA: Cosmopolitan, febbraio 1930
- La seconda giovinezza dello zio George (edizione UK: Indian Summer of an Uncle; edizione USA: The Indian Summer of an Uncle) 
  - UK: The Strand Magazine, marzo 1930
  - USA: Cosmopolitan, marzo 1930
- L'ordalia di Tuppy (edizione UK: The Ordeal of Young Tuppy; edizione USA: Tuppy Changes His Mind) 
  - UK: The Strand Magazine, aprile 1930
  - USA: Cosmopolitan, aprile 1930

## Edizioni
- (EN) Very good, Jeeves!, 1ª ed., New York, Doubleday, Doran & Company Inc., 1930.
- (EN) Very good, Jeeves!, 1ª ed., London, Jenkins, 1930.
- Benissimo Jeeves! : romanzo umoristico inglese, traduzione di Alberto Tedeschi, Milano, Monanni, 1930, SBN TO01035100.
- Benissimo, Jeeves! : romanzo umoristico inglese, traduzione di Alberto Tedeschi, Milano, Bietti, 1933, SBN CUB0676835.
- Benissimo, Jeeves, traduzione di Angela Zuffada Locuratolo, Milano, Mursia, 1990, ISBN 88-425-0696-6, SBN CFI0182400.
- Molto bene, Jeeves, traduzione di Tracy Lord, Milano, Polillo, 2012, ISBN 978-88-8154-297-0, SBN MIL0834354.
- La vita è strana, Jeeves, traduzione di Tracy Lord, Milano, Polillo, 2013, ISBN 978-88-8154-441-7, SBN LO11481349.